# Jean-Claude Martinez
Jean-Claude Martinez este un om politic francez, membru al Parlamentului European în perioada 1999-2004 din partea Franței. 

## Publicații
- Mohammed VI, le Roi stabilisateur, Ed. Jean-Cyrille Godefroy, 2015
- Demain 2021,  cu Jean-Pierre Thiollet, Ed. Godefroy de Bouillon, 2004
- La faucille ou le McDo, Lettres du Monde, 2003
- La piste américaine, Lettres du Monde, 2002
- L'Europe folle, Presses bretonnes, 1996
- La fraude fiscale, "Que sais-je", Presses universitaires de France, 1990
- L'impôt sur le revenu en question, Litec, 1989
- Les cent premiers jours de Jean-Marie Le Pen à l'Elysée, Lettre du Monde, 1988
- Lettre ouverte aux contribuables, Albin Michel, 1985

1. ↑  Jean-Claude Martinez, base Sycomore, accesat în 9 octombrie 2017
2. 1 2  Elections législatives des 12 et 19 juin 2022 - Liste des candidats du 1er tour (în franceză), accesat în 9 iulie 2024